# لويز بورفيت-دونز
لويز بورفيت دونز (ني بايرس، من مواليد 22 أكتوبر 1953)، هي روائية بريطانية وفاعلة خير ومرشحة حزب المحافظين (المملكة المتحدة) سابقاً.
تشتهر لويز دونز بعملها ضد التنمر، فهي مؤسسة مبادرة «قانون مكافحة التنمر» الخيرية ومؤسسة مشاركة لمبادرة يوم اللطف في المملكة المتحدة.

## النشأة والأسرة
ولدت لويز أوليفيان بيرز لأوليف وإيان بيرز في مستشفى صحراوي صغير في ماجوا، في منطقة برقان جنوب مدينة الكويت. كان والدها يعمل في شركة نفط الكويت، وكانت والدتها تدير روضة أطفال. لها أخ أكبر واحد هو لورانس. التحقت بمدرسة الأنجلو الأمريكية في الكويت، ثم مدرسة هيرتفوردشاير وإسيكس الثانوية ومدرسة آشفورد للبنات في كنت. توفي والد بيرفيت دونز بسبب السرطان عندما كانت في السادسة والعشرين من عمرها. خلال فترة مرضه، حصلت على ترخيص بيع المشروبات الروحية وتولت إدارة شركة «الحصان الأبيض» في بيرغولت الشرقية حتى تتمكن من العناية به.
لها ابنتان هما بروك وأرابيلا (مواليد 1992) من زوجها الطيار دونالد بورفيت-دونز، وهو مواطن نيوزيلندي قابلته وتزوجته في لندن عام 1982 بينما كان يقيم في الخارج ويعمل في شركة كانتاس. عاش الزوجان في أستراليا بين عامي 1982 و 1993 حيث عملت لويز ممثلة وكتبت مسرحيات لمسرح سيدني. شاركت في بطولة مسرحية «العشاء مع أندرو هاروود» في عام 1988. وهي تعيش في تشيسوك، لندن.

## التعقيب الاجتماعي
ظهرت لويز على قنوات وبرامج سكاي نيوز، صباح الخير يا أمريكا، أخبار القناة الرابعة البريطانية، آي تي إن، إل بي سي بي إم، بي بي سي أكسفورد، بي بي سي سسيكس وبرنامج الحوار الإذاعي الأوروبي، وغيرها. كتبت العديد من المقالات عن الشؤون الاجتماعية والسياسية للعديد من المدونات المحلية والعالمية. وهي مراجعة أخبار منتظمة لبرنامج «حول الطاولة» الذي يعرض على قناة إل بي سي.

## تعزيز بريطانيا
في عام 2012، بعد زيارة مجموعة من الشركات المختلفة، أطلقت مبادرة عبر الإنترنت باسم «تعزيز بريطانيا» لتشجيع الأفكار والشركات الجديدة التي كانت تساعد بريطانيا. غطت البنية التحتية وصناعة الأسلحة والتعليم، فضلا عن العوامل التحفيزية. ولقد اقترحت أن المزيد من الألقاب الفخرية للمهندسين ستساعد في تعزيز صورتهم وتدعم نقص المهارات؛ اعتبارًا من عام 2017، وقد كان الموقع الإلكتروني غير مسجل وغير متصل.

## الحملة
منذ تأسيس «قانون مناهضة التنمر»، كانت بيرفيت دونز صريحة بشأن الآثار السيئة للقبلية في المجتمع كمتحدثة وكاتبة. لقد دعت إلى أن القبلية آخذة في الازدياد وقد بدأ سريانها في جميع أشكال المجتمع الحديث مما يؤدي إلى الاضطرابات الاجتماعية. وبدافع شعورها بالحاجة إلى التعبير عما كان يثق به الجمهور فيها، قامت بتصميم مجموعة من الحملات لتعزيز الكرامة الإنسانية والفردية في المجتمع الحديث.
صممت حملة "Cool to Be Kind" في عام 2000 بعد ذلك بعامين أسست الحملة الوطنية للكرامة في عام 2002. وفي عام 2006 حملة «عدم التدهور». نقل عنها «الإسكتلندي» واشار بتلميح في «احتفال الأخ الأكبر» واجاز النحو المتزايد لسلوك التنمر في الفصول الدراسية في جميع أنحاء البلاد. لقد تحدثت في منتدى منظمة النساء المحافظين في مجلس العموم حول البلطجة السيبرانية بدعوى أن «الأطفال يجب أن يكونوا اليوم أذكياء مثل المشاهير ولكن دون دعم العلاقات العامة». استجابةً للاتجاه المتزايد لإساءة استخدام الإنترنت، صممت حملة CyberKind، التي تم إطلاقها في يوم الذكرى (11 نوفمبر) 2009.
أسست Burfitt-Dons حركة اللطف في المملكة المتحدة والمؤسس المشارك لـ Kindness Day UK. وظهرت على «بي بي سي الإفطار» في اليوم الأول للطفولة في المملكة المتحدة في 13 نوفمبر 2010 إلى جانب كاثي ليتي التي ادعت أن الشعب الإنجليزي كان متنازل وغير ودود. في عام 2007، بدأت حملتها حول ظاهرة الاحتباس الحراري وقالت إن «تغير المناخ قد يكون القضية النهائية التي توحدنا جميعًا».

## الجوائز
في عام 2006 تم ترشيحها كالبطل الملاك لمشروع The My Hero. في مايو 2009 تمت دعوتها لتصبح زميل في الجمعية الملكية للفنون تقديراً لعملها مع الأطفال، وكذلك تقديراً لجهودها كناشطة ومتحدثة في القضايا الإنسانية والبيئية.[بحاجة لمصدر]

## الاحتباس الحراري
شاركت لويز دونز في تأسيس تحالف الاحترار العالمي الذي أنشئ في يناير 2006 لإيجاد حلول للأزمة. في 2 ديسمبر 2008، أطلقت قناة Global Warming Hotspot على موقع يوتيوب. channel on  كانت رائدة في حملة النساء الساخنة الدولية والتي شجعت النساء على أن يصبحن أكثر نشاطًا في قضايا تغير المناخ وخفض انبعاثات الكربون ورفع الوعي بشكل كبير بالفروق بين تفكير الذكور والإناث في هذه القضايا. ونقلت صحيفة «الإسكتلندي» عن ادعاءات لويز أن «الارتفاع المستمر في انبعاثات ثاني أكسيد الكربون يؤدي إلى زيادة درجات حرارة الكواكب بشكل متزايد، وزيادة بخار الماء في الغلاف الجوي مع ارتفاع متناسب في هطول الأمطار، وأنماط رياح أقوى من أي وقت مضى تحدث بشكل عشوائي في جميع أنحاء العالم.»

## النشاط النسوي
اندمجت لويز دونز في قضايا المرأة بسبب عملها الخيري كمتحدثة ومحفزة. في أكتوبر 2009 كانت طرفاً في النقاش النسوي في جامعة كامبريدج مع محرري مجلة كوزموبوليتان لويز كورت وإدوينا كوري. أنشأت شبكة المتحدثات النسائية التابعة للجمعية الملكية للفنون والتي تتمثل مهمتها في «رفع مكانة المرأة في المجتمع من خلال زيادة المشاركة في الخطابة». ترأست حفل الإطلاق في معهد المهندسين الميكانيكيين في 9 نوفمبر 2010 في نقاش عام بعنوان «النقاش النسائي العظيم: هل تتحدث النساء كثيرًا جدًا أو قليلًا جدًا؟» وتعتقد أن بعض الجماعات النسوية اختطفت وتطرفت حركة المساواة وحفزت النقاش حول النسوية داعيا إلى مزيد من الواقعية بين الجنسين عبر مدونتها The Common Sense Feminist. يشمل عملها في مجال الحركة النسائية كتاب «النسوية المعتدلة: الماضي الآن وما يأتي بعد ذلك» (2016).

## السياسة
في سبتمبر 2014 اختيرت لخوض الانتخابات العامة لعام 2015 لحزب المحافظين في نوتنغهام الشمالية. اشتبكت مع النائب الحالي جراهام ألين بسبب انتقاداته للأعمال التجارية الصغيرة في نوتنغهام نورث، وقد تحدت مجلس مدينة نوتنغهام بشأن سياسته المتعلقة بوقوف السيارات في أماكن العمل بأنها «تفكير قصير الأجل» الأسوأ، وأشارت إلى أنه كان قرارًا سياسيًا أكثر من كونه اقتصادي. كان نوتنغهام أول مجلس مدينة يقدم ضريبة وقوف السيارات في مكان العمل في المملكة المتحدة.

## منشورات وروايات ومسرحيات
- الناشط المفقود (أغسطس 2018)
- نسوية معتدلة (أغسطس 2016)
- المستشار (أكتوبر 2000)
- مسكنات الألم (يونيو 2001)
- فعل ضد التنمر (أغسطس 2002)
- لغز عيد الميلاد (يونيو 2000)
- بطاقة عيد الحب (يونيو 2001)
- كيفية التقاط رجل (سبتمبر 1991)

## روابط خارجية
- لويز بورفيت-دونز
- The Common Sense Feminist